# موریس وبستر
موریس وبستر (به انگلیسی: Maurice Webster) بازیکن فوتبال زادهٔ ۱۳ نوامبر ۱۸۹۹ اهل کشور انگلستان که سابقهٔ بازی در تیم ملی فوتبال انگلستان را در کارنامهٔ خود دارد. وی در تاریخ ۵ آوریل ۱۹۳۰ نخستین بازی ملی خود را در مقابل تیم ملی فوتبال اسکاتلند انجام داد و با حضور در ۳ بازی ملی، در تاریخ ۱۴ مه ۱۹۳۰ واپسین بازی ملی‌اش را در برابر تیم ملی فوتبال اتریش برگزار کرد.